# The Globe
The Globe è il secondo album dei Big Audio Dynamite II. Il disco contiene versioni modificate di alcuni brani del precedente album Kool-Aid. Per le oltre 500.000 copie vendute negli Stati Uniti d'America, l'album è stato certificato disco d'oro dalla RIAA.

## Tracce
Testi e musiche di Mick Jones e Gary Stonadge, eccetto dove indicato.
1. Rush – 4:17
2. Can't Wait (Live) – 4:37
3. I Don't Know – 5:59
4. The Globe – 6:04
5. Innocent Child – 5:58
6. Green Grass – 5:24 (Jones, Stonadge, Shapps)
7. Kool-Aid – 4:05
8. In My Dreams – 4:04 (Jones, Stonadge, Nick Hawkins)
9. When the Time Comes – 6:32
10. The Tea Party – 3:39

## Formazione
Gruppo
- Mick Jones – voce, chitarra
- Nick Hawkins – chitarra, cori
- Gary Stonadge – basso, cori
- Chris Kavanagh – batteria, percussioni, cori

Altri musicisti
- Gobblebox – voce in The Globe
- Sipho, the Human Beatbox – beatboxing in The Globe
- Lorna Stucki – voce in The Tea Party